# Sidney Franklin
Sidney Arnold Franklin (21 de março de 1893 – 18 de maio de 1972) foi um produtor e diretor de cinema norte-americano. Franklin, como William C. deMille, especializado na adaptação de obras literárias ou obras musicais da Broadway.
Seu irmão, Chester Franklin (1889-1954), também se tornou um diretor durante a era do cinema mudo, mais conhecido por dirigir o filme em Technicolor, The Toll of the Sea.

## Filmografia parcial
Diretor
- A Sister of Six (1916)
- The Babes in the Woods (1917)
- The Forbidden City (1918)
- Treasure Island (1918)
- The Hoodlum (1919)
- A Virtuous Vamp (1919)
- Smilin' Through (1922)
- Beverly of Graustark (1926)
- The Actress (1928)
- The Last of Mrs. Cheyney (1929)
- Reunion in Vienna (1933)

Produtor
- Ninotchka (1939)
- Waterloo Bridge (1940)
- Mrs. Miniver (1942)
- Random Harvest (1942)
- Madame Curie (1943)
- The White Cliffs of Dover (1944)
- The Yearling (1946)
- Homecoming (1948)
- Command Decision (1948)
- The Story of Three Loves (1953)